# Formacja Zaś
Formacja Zaś – istniejące w latach 1988–1990 zielonogórskie zrzeszenie mające charakter stowarzyszenia artystycznego o profilu kabaretowym. Zostało utworzone przez Władysława Sikorę w celu opieki nad debiutującymi w klubie Gęba artystami kabaretowymi. Z czasem skład Formacji rozrósł się do około stu osób, w większości studentów pedagogiki kulturalno-oświatowej, wychowania muzycznego, filologii polskiej i historii Wyższej Szkoły Pedagogicznej.
Efektem istnienia Formacji była odnosząca krajowe sukcesy tzw. pierwsza fala zielonogórskich kabaretów. W jej skład wchodziły kabarety Potem, Drugi Garnitur, Barszcz z krokietem, Teatr Absurdu Żżżżż oraz grupa Law Law Law.
Przez trzy lata istnienia kabarety Formacji Zaś zdobywały na FAMIE Nagrodę Główną – Trójząb Neptuna. W 1990 przyznano też nagrodę im. Maksa Szoca dla Władysława Sikory. W trakcie sześciu dni XX edycji FAMY ponad 60 osób należących do Formacji wystąpiło w dwunastu programach kabaretowych i muzycznych, a także na wielu happeningach.
Jesienią 1990 w Teatrze Lubuskim wystawiono tygodniowy program Na początku był Potem z udziałem większości kabaretów z Formacji Zaś i Stajni Niemożliwych oraz zespołu Raz, Dwa, Trzy. Odbyły się też przygotowane przez Formację koncerty piosenek Lata dwudzieste, lata trzydzieste oraz A jednak big beat.
W 1990 Formacja Zaś rozpadła się na skutek wewnętrznych konfliktów. Jej rolę przejęły kolejne przedsięwzięcia Sikory: w latach 1990–1992 – międzywydziałowy fakultet kabaretowy na WSP, w 1993 – Imperium Trrrt.

## Nagrody i wyróżnienia[2]
- 1988: Grand Prix dla kabaretu Drugi Garnitur na XVIII Festiwalu Artystycznym Młodzieży Akademickiej FAMA, Świnoujście
- 1989: Grand Prix na XIX Festiwalu Artystycznym Młodzieży Akademickiej FAMA, Świnoujście
- 1990: Grand Prix oraz Nagroda im. Maxa Szoca dla Władysława Sikory na XX Festiwalu Artystycznym Młodzieży Akademickiej FAMA, Świnoujście